# Jacek Pyl

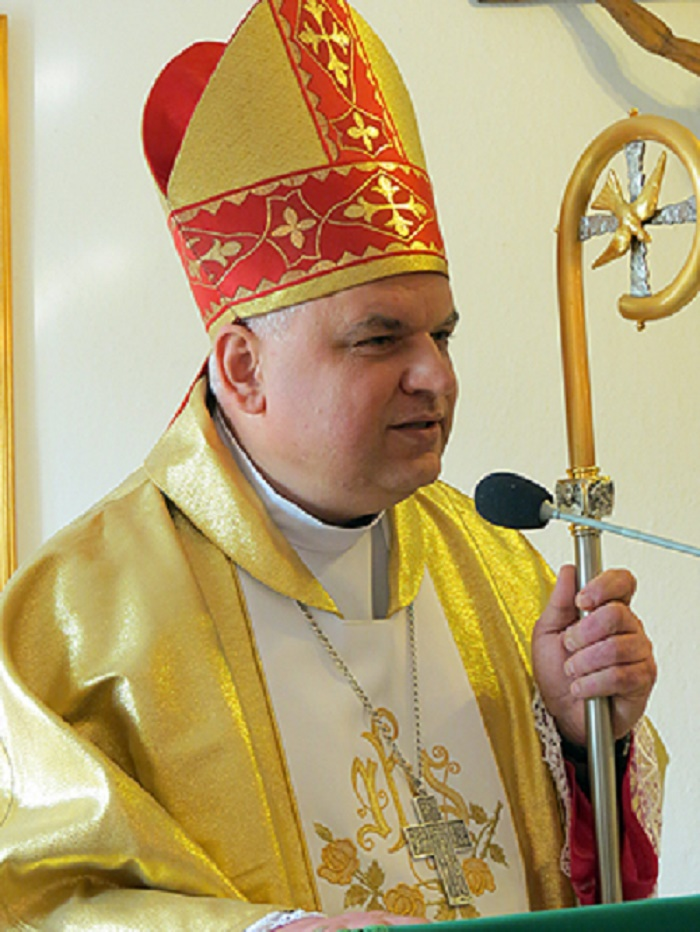
Bischof Jacek Pyl (2017)

Jacek Pyl OMI (* 17. August 1962 in Garwolin) ist ein polnischer römisch-katholischer Ordensgeistlicher und Weihbischof des Bistums Odessa-Simferopol in der Ukraine.

## Leben
Jacek Pyl besuchte ab 1977 das Kleine Seminar der Oblaten in Markowice. 1981 trat er der Ordensgemeinschaft der Oblaten bei und absolvierte das Noviziat im Kloster Święty Krzyż. Am 8. September 1982 legte er die zeitliche und am 8. September 1986 die ewige Profess ab. Von 1982 bis 1988 studierte Pyl Philosophie und Katholische Theologie am ordenseigenen Priesterseminar in Obra und an der Theologischen Fakultät der Adam-Mickiewicz-Universität Posen. Er wurde am 17. Juni 1987 zum Diakon geweiht und empfing am 20. Juni 1988 durch den Erzbischof von Posen, Jerzy Stroba, das Sakrament der Priesterweihe.
Nach der Priesterweihe war Pyl zunächst als Assistent des Novizenmeisters der Oblaten im Kloster Święty Krzyż tätig. Ab 1989 wirkte er als Seelsorger in der Ukraine, wo er den Wiederaufbau der Pfarrkirche St. Joseph in Hniwan koordinierte. Von 1997 bis 2006 fungierte er zudem als Provinzial der ukrainischen Ordensprovinz seiner Ordensgemeinschaft. Von 2006 bis 2012 war er Pfarrer in Tschernihiw, Schtschors und Pryluky sowie Superior des nördlichen Distrikts der ukrainischen Ordensprovinz der Oblaten. Daneben war er für die Koordination des Baus der Kirche Heilige Apostel Petrus und Paulus in Nischyn zuständig. Im September 2012 wurde Pyl Pfarrer der Pfarrei Hl. Erzengel Michael in Tywriw im Bistum Kiew-Schytomyr und Superior des dortigen Oblatenklosters.
Am 23. November 2012 ernannte ihn Papst Benedikt XVI. zum Titularbischof von Nova Sinna und bestellte ihn zum Weihbischof in Odessa-Simferopol. Der Bischof von Odessa-Simferopol, Bronisław Bernacki, spendete ihm am 5. Januar 2013 in der Kathedrale Mariä Aufnahme in den Himmel in Odessa die Bischofsweihe; Mitkonsekratoren waren Mieczysław Mokrzycki, Erzbischof von Lemberg, und Thomas Edward Gullickson, Apostolischer Nuntius in der Ukraine. Sein Wahlspruch Pauperes evangelizantur („Die Armen werden evangelisiert“) stammt aus Mt 11,5 .